# Giorgio Francia
Giorgio Francia (Bologna, 8 de novembro de 1947) é um ex-automobilista italiano. Foi campeão da Fórmula 3 Alemã em 1974.